# Jackson Murugara
Jackson Murugara IMC (ur. 7 kwietnia 1970 w Kamanyaki) – kenijski duchowny katolicki, biskup koadiutor Meru od 2025.  

## Życiorys
Święcenia kapłańskie otrzymał 15 sierpnia 2001 w zgromadzeniu Misjonarzy Matki Bożej Pocieszenia. 
16 stycznia 2025 papież Franciszek mianował go biskupem koadiutorem Meru. Sakry udzielił mu 19 marca 2025 arcybiskup Hubertus van Megen, nuncjusz apostolski w Kenii.